# Minnie and Moskowitz
Minnie and Moskowitz (Brasil: Assim Falou o Amor ) é um filme estadunidense de 1971 do gênero comédia, escrito e dirigido por John Cassavetes.
O filme é uma pequena produção da Universal Studios que tenta copiar o modelo de baixo orçamento (menos de 1 milhão de dolares) que fez sucesso com Easy Rider. Meses depois de terminadas as filmagens, a Universal resolveu lançar o filme cortando uma cena do começo.

## Elenco
- Gena Rowlands...Minnie Moore
- Seymour Cassel...Seymour Moskowitz
- Val Avery...Zelmo Swift
- Timothy Carey...Morgan Morgan
- John Cassavetes...Jim (sem créditos)
- Katherine Cassavetes...Sheba Moskowitz
- Elizabeth Deering...menina
- Elsie Ames...Florence
- Lady Rowlands...Georgia Moore
- Holly Near...irlandês
- Judith Roberts...irlandesa
- Jack Danskin...Dick Henderson
- Eleanor Zee...Madame Grass

## Sinopse
Minnie Moore é uma curadora de museu de Los Angeles que tem um caso complicado com um homem casado. Sua amiga idosa Florence quer que ela conheça o desagradável Zelmo. Minnie aceita almoçar com Zelmo, mas os dois acabam brigando e ela é ajudada pelo manobrista do restaurante, o simpático e despreocupado Seymour. Seymor e Minnie (que terminara com o amante) acabam se reencontrando e começam um caso de amor, com muito romance e confusão. Depois de quatro dias resolvem se casar e chamam as respectivas mães para se conhecerem e definirem a data da cerimônia.

## Indicação
- John Cassavetes foi indicado pelo melhor texto de comédia para Writers Guild of America Award.